# تكريت
تَكْرِيت مدينة عراقية ومركز محافظة صلاح الدين، تقع على الضفة اليسرى لنهر دجلة وعلى بعد 180 كليومتراً شمال مدينة بغداد و 230 كليومتراً جنوب الموصل. وهي تميل بحافة شديدة الانحدار على نهر دجلة يتراوح ارتفاعها بين 45 - 50 م تقريباً، ومنطقة تكريت شبه متموجة ترتفع عن سطح البحر 110 م، تخترقها أودية وشعاب، انحدار الأرض الطبيعي من الغرب إلى الشرق وتمتد داخل الهضبة الغربية لمسافات متفاوتة. من أمثلتها وادي شيشين وروميه في جنوبها والقائم الكبير والزلة وخر الطير في شمالها، كما يوجد أحد هذه الأودية الذي يخترق المدينة القديمة ويسمى الخر، وتجري في هذه الأودية مياه الأمطار من مسافات بعيدة حتى تصل إلى نهر دجلة.

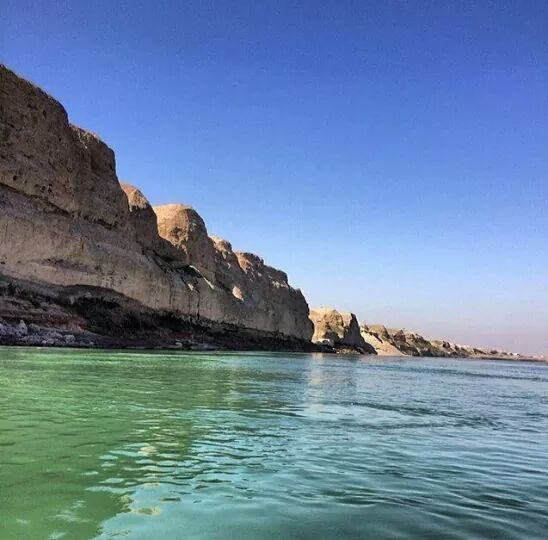
نهر دجلة في تكريت

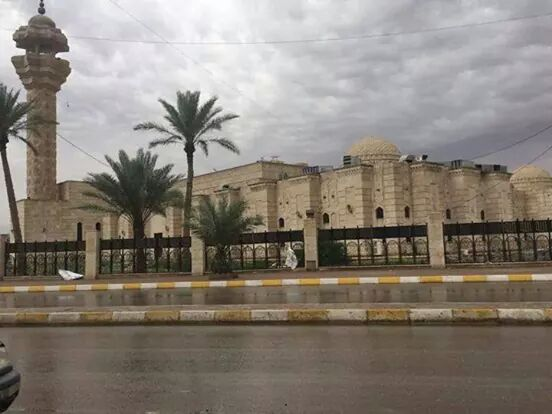
جامع تكريت الكبير

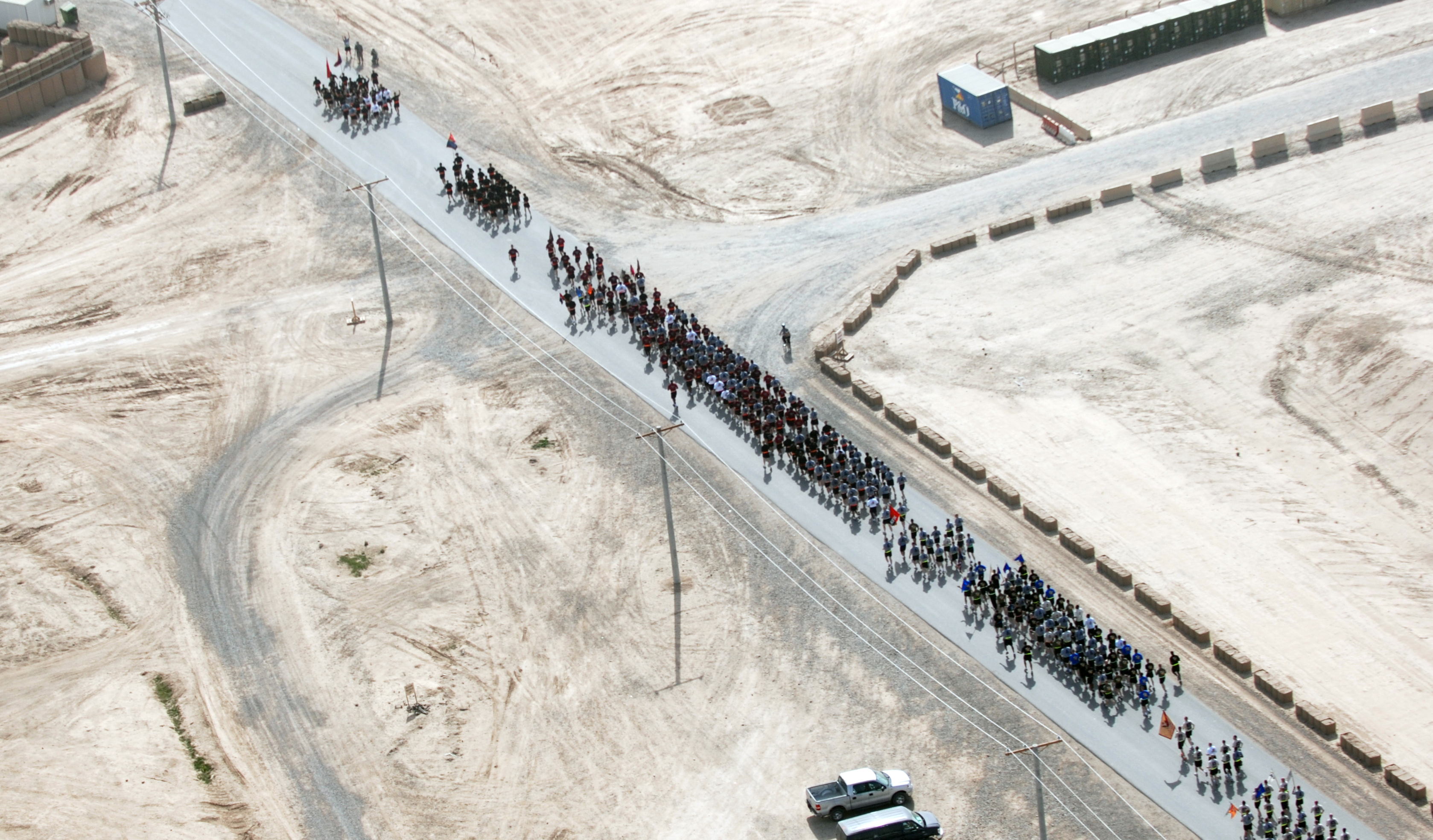
قاعدة عسكرية أمريكية

## التاريخ
ذُكر في معجم البلدان أن تَكريت بفتح التاء والعامة ينطقونها بكسر التاء، كانت تكريت قلعة حصينة بناها الرومان، وكان اسمها عندهم Moeniatigridis ( موينياتيغريديس) ومعناها قلعة دجلة، وذُكِرت المدينة في النصوص الآشورية في كتابات الملك الآشوري توكولتي نينورتا الثاني 890 – 884 ق. م، ورد ذكر مدينة تكريت أول مرة على رقيم طيني عُثر عليه في موقع بمدينة آشور وكان مؤرخاً بالسنة السادسة من حكم الملك المذكور.
وهذا الرقيم الطيني يتضمن وصفاً لحملة الملك توكلتي ـ نـنـورتـا الثاني ضـد منطقة وادي الثرثار ثم نهر دجلة فبلاد بابل ونهر الفرات ووادي الخابور في سوريا، وكـان هدف هذه الحملة إظهار قوة الدولة الآشورية وإبراز هيبتها، فقد أشار هذا الملك، ضمن سرد تفاصيل حملته المذكورة، إلى منطقة تكريت كمنطقة سكن القبيلة الآرامية البدوية التي تلفظ أيضا وأشار المختص بالكتابة المسمارية (س. هورن) إلى أن مركز المنطقة التي سكنتها قبلية itu’a يسمى itu ويتمثل بمدينة تكريت الحالية،
و قد سكنت itu’n قبل ذلك المنطقة الممتدة على الجانب الغربي لنهر دجلة في المنطقة المحصورة ما بين بغداد وتكريت. وبعد أن بدأت هذه القبيلة تشكّل خطراً على الدولة الآشورية قام الملك الآشوري (توكلتي ـ ننورتا) الثاني، بحملة عسكرية ضدها عام 885 ق. م ثم أعقبه الملك الآشوري أداد نيراري الثالث
810 – 783 ق. م بحملة عسكرية عام 790 ق. م لمقاتلتها ثم لم يعد أن كرر حملته العسكرية الثانية ضد هذه القبيلة الآرامية عام 783ق. م.
وموقع مدينة تكريت كما تثبت ذلك طبيعة طوبوغرافية المنطقة التي تقع فيها، يمثل لقطة تحشد مثالية لكل قوة تطمع في السيطرة على المنطقة الشمالية. ولهذا السبب تراجع إليها الملك البابلي نابو بلاصر عند فشل هجومه على مدينة آشور واتخذ من قلعتها موضعاً دفاعياً حصيناً احتمى فيه الجيش البابلي المنسحب عندما حاصره الآشوريون في مدينة تكريت ودام الحصار عشرة أيام لم يتمكن الجيش الآشوري خلالها من اقتحام المدينة فتراجع باتجاه مدينة آشور كما تراجع الملك البابلي نابو بولاصر باتجاه مدينة بابل.
وذكرها ابن جبير المتوفي 614هـ/ 1317م الذي وصل إلى تكريت في التاسع عشر من شهر صفر 580 هـ الموافق حزيران عام 1188م بقوله عن مدينة تكريت: (مدينة كبيرة واسعة الأرجاء فسيحة المساحة، حفيلة الأسواق، كثيرة المساجد، أهلها من المتمييزين عن الموازين من أهل بغداد، ودجلة منها في جوفها).

### العهد المسيحي

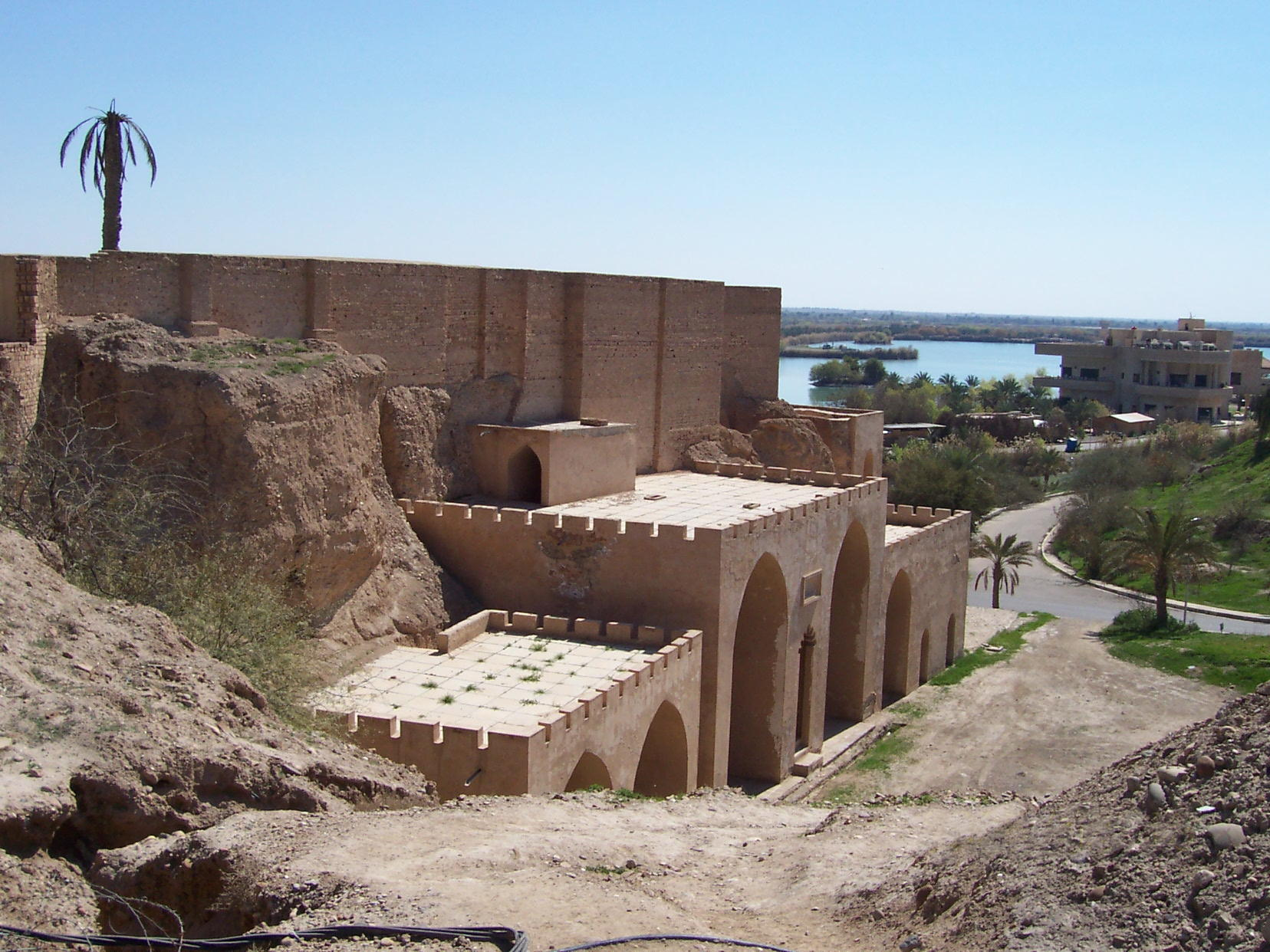
دير

لقد كانت تتنازع تكريت قوى متعددة منها الفرس والرومان حيث تشير المراجع التاريخية[بحاجة لمصدر] إلى أن الديانة المسيحية دخلت تكريت منذ وقت مبكّر من ظهور تلك الديانة على يد المبشرين النساطرة وقد حاول الرومان الذين اعتنقوا الديانة المسيحية الإفادة من موقعها المتقدم بوصفه ثغراً من ثغور الدولة الرومانية ليكون ظهيراً مناصراً لهم ضد الفرس ولم تفلح مناصرة الفرس للنساطرة ضد المذهب اليعقوبي الذي كان يناصره الرومان فاستقرت هذه المدينة مقراً للمفريات. منذ القرن السادس الميلادي حتى جاء الفتح الإسلامي حيث كانت المدينة بيد الرومان فتم تحريرها وانتشر الإسلام منذ سنة 16هـ/637 م. ومع ذلك بقيت تكريت إحدى المراكز المسيحية المهمة حتى عام 1164م إذ نازعتها هذه المكانة مدينة الموصل التي نقل إليها مقر أو كرسي المفريان اليعقوبي. ولقد بنيت في هذه المدينة عدة كنائس وأديرة كان من أبرزها الكنيسة الخضراء، ولقد بقيت آثار تلك الأديرة شاخصة إلى فترة متقدمة من القرن العشرين في مواقع مختلفة من المدينة، وبقي سكان تكريت كلهم نصارى الى القرن العاشر الهجري إلا قليلاً منهم أسلموا أو مسلمين هاجروا لها من اقطار اخرى وهم خليط من الناس ليسوا ذو اصول واحدة والنصارى هم خليط من الناس كذلك وذكر الإدريسي المتوفي (560ه‍) في كتابه نزهة المشتاق في اختراق الآفاق ج2 ص659 (تكريت هي مدينة في غربي دجلة وأهل تكريت الغالب عليهم أنهم نصارى وأبنيتهم بالجص والآجر) وبقي سكان تكريت كلهم نصارى الى القرن التاسع الهجري ومعروفين بالنصرانية واغلب سكانها من الجرامقة الذين كان مقرهم تكريت وهؤلاء كانوا نصف النصارى وبعض الجرامقة مسلم وبقية النصارى خليط من الناس وذكر ابن عبد المنعم الحميري المتوفي(900ه‍) في كتابه الروض المعطار في خبر الأقطار ص133 (تكريت مدينة في العراق بين دجلة والفرات وهي على الشاطئ الغربي لدجلة ينزلها قوم يقال لهم الجرامقة وهي مدينة عتيقة ولها قلعة حصينة في آخرها وفي مدينة تكريت تجار مياسير ومنها تأخذ فوهة النهر الأسحاقي "والغالب على أهل تكريت انهم نصارى" وبناء البيوت في تكريت بالجص والآجر)

### العهد الإسلامي

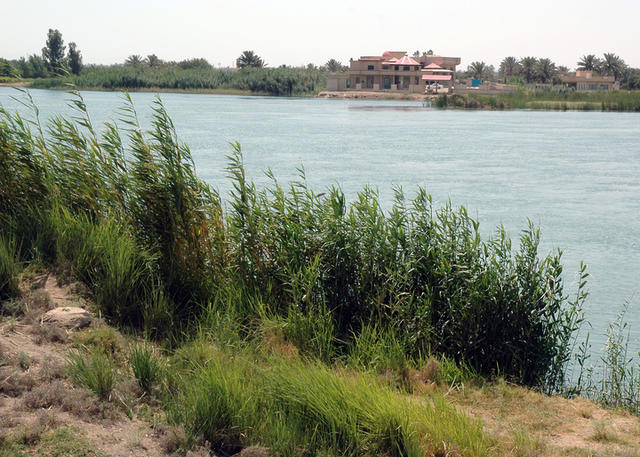

فتحها المسلمون في القرن السادس الميلادي بقيادة عبد الله بن مالك بن المعتم العبسي في عهد الخليفة عمر بن الخطاب، بعد أن فتح الجيش الإسلامي جنوب ووسط العراق وبعد الاستقرار المؤقت في المدائن وضع خطة لمواصلة عملية الفتح باتجاه شرق العراق وشـماله حيث كانت مدينة تكريت أحد أهداف الهجمات. إتجه الجيش الإسلامي بقيادة الصحابي عبد الله بن مالك بن المعتم العبسي يساعده عدد من الصحابيين منهم ربعي بن الأفكل العنزي والحارث بن حسان الذهلي وفرات بن حيان بن ثعلبة العجلي وهاني بن قيس وعرفجة بن هرثمة من المدائن باتجاه مدينة تكريت، وكان عدد جنوده يقدر بخمسة آلاف مقاتل، واستغرقت عملية الزحف من المدائن إلى تكريت مدة أربعة أيام، كما يشير إلى ذلك سيف بن عمر التميمي في روايته.
ولأن تحصينات المدينة كانت قوية جداً، إذ كان يحيط بها سور عظيم يليهِ خندق واسع وعميق وقلعة حصينة يحيط بها سور محصن، فقد فرض الجيش الإسلامي حصاراً على المدينة من جميع جهاتها الجنوبية والغربية والشمالية وشدد حصارها على المناطق المقابلة لأبواب المدينة، وذلك على امتداد سورها الخارجي عند الجهة الشرقية التي كان نهر دجلة يحاذيها. ودام الحصار 40 يوماً فأقبل أعيان المدينة من تغلب وأياد ونمر وكانوا يدينون بالنصرانية إلى القائد العربي عبد الله بن المعتم فسألوه لعرب المدينة السلم كما أخبروه أنهم قد استجابوا له. بإعلان الشهادة، وكانوا قد أخبروه بحراجة وضع الروم وصعوبة موقفهم في المدينة، كان هذا الموقف الذي اتخذه أبناء المدينة من قبائل تغلب وأياد والنمر قد لعب دوراً مباشراً في أنهاء الحصار وعجل في دخول الجيش العربي المسلم المدينة، أما جيش الروم فإنهم هلكوا فيها، إلا أن من فر هارباً عنها فقد ورد في نصّ الرواية ما ذكره سيف بقوله: (فلم يفلت من أهل الخندق إلا من أسلم من تغلب وأياد والنمر..) وبذلك فتحت مدينة تكريت على نحو تام وأصبحت بوابة للفتوح العربية الإسلامية باتجاه الموصل والجزيرة الفراتية ثم باتجاه شمال العراق.

### الغزو المغولي
نهبت المدينة ودمرت كما أجزاء كبيرة من العراق إبان السيطرة المغولية بقيادة تيمور لنك.

### حديثا

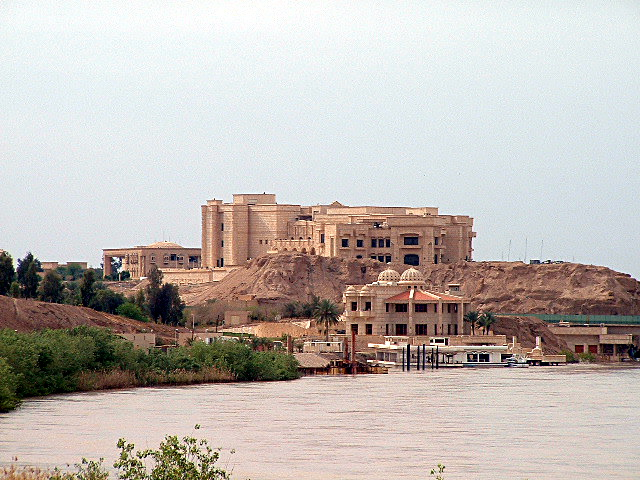
قصر صدام

و في أيلول 1917 دخلت القوات البريطانية المدينة أثناء الحرب العالمية الأولى وقد دخلتها القوات الأمريكية عام 2003 بعد احتلال بغداد.
استولى مسلحو تنظيم الدولة الإسلامية في العراق والشام على المدينة في يونيو 2014 ضمن حملتهم العسكرية في شمال العراق. وبعد محاولات سابقة فاشلة، بدأت القوات العراقية في 1 مارس 2015 حملة عسكرية جديدة لاستعادة المدينة بمشاركة العشائر الشيعية وقوات الحشد الشعبي.

## الجغرافيا
تبعد تكريت حوالي 160 كيلومتر (99 ميل) شمال بغداد على نهر دجلة.

### المناخ
| البيانات المناخية لـTikrit, Iraq             | البيانات المناخية لـTikrit, Iraq | البيانات المناخية لـTikrit, Iraq | البيانات المناخية لـTikrit, Iraq | البيانات المناخية لـTikrit, Iraq | البيانات المناخية لـTikrit, Iraq | البيانات المناخية لـTikrit, Iraq | البيانات المناخية لـTikrit, Iraq | البيانات المناخية لـTikrit, Iraq | البيانات المناخية لـTikrit, Iraq | البيانات المناخية لـTikrit, Iraq | البيانات المناخية لـTikrit, Iraq | البيانات المناخية لـTikrit, Iraq | البيانات المناخية لـTikrit, Iraq |
| الشهر                                        | يناير                            | فبراير                           | مارس                             | أبريل                            | مايو                             | يونيو                            | يوليو                            | أغسطس                            | سبتمبر                           | أكتوبر                           | نوفمبر                           | ديسمبر                           | المعدل السنوي                    |
| -------------------------------------------- | -------------------------------- | -------------------------------- | -------------------------------- | -------------------------------- | -------------------------------- | -------------------------------- | -------------------------------- | -------------------------------- | -------------------------------- | -------------------------------- | -------------------------------- | -------------------------------- | -------------------------------- |
| متوسط درجة الحرارة الكبرى °م (°ف)            | 14.3 (57.7)                      | 17.2 (63.0)                      | 21.4 (70.5)                      | 27.6 (81.7)                      | 35.0 (95.0)                      | 40.6 (105.1)                     | 43.6 (110.5)                     | 43.2 (109.8)                     | 39.4 (102.9)                     | 32.7 (90.9)                      | 23.6 (74.5)                      | 16.5 (61.7)                      | 29.6 (85.3)                      |
| المتوسط اليومي °م (°ف)                       | 9.1 (48.4)                       | 11.3 (52.3)                      | 15.1 (59.2)                      | 20.6 (69.1)                      | 26.9 (80.4)                      | 31.9 (89.4)                      | 34.6 (94.3)                      | 34.2 (93.6)                      | 30.3 (86.5)                      | 24.3 (75.7)                      | 16.7 (62.1)                      | 10.9 (51.6)                      | 22.2 (71.9)                      |
| متوسط درجة الحرارة الصغرى °م (°ف)            | 4.0 (39.2)                       | 5.5 (41.9)                       | 8.8 (47.8)                       | 13.6 (56.5)                      | 18.9 (66.0)                      | 23.2 (73.8)                      | 25.8 (78.4)                      | 25.3 (77.5)                      | 21.5 (70.7)                      | 15.9 (60.6)                      | 9.9 (49.8)                       | 5.3 (41.5)                       | 14.8 (58.6)                      |
| الهطول مم (إنش)                              | 28 (1.1)                         | 29 (1.1)                         | 30 (1.2)                         | 20 (0.8)                         | 7 (0.3)                          | 0 (0)                            | 0 (0)                            | 0 (0)                            | 0 (0)                            | 5 (0.2)                          | 24 (0.9)                         | 37 (1.5)                         | 180 (7.1)                        |
| المصدر #1: Climate-Data.org (altitude: 109m) |                                  |                                  |                                  |                                  |                                  |                                  |                                  |                                  |                                  |                                  |                                  |                                  |                                  |
| المصدر #2: SunMap                            |                                  |                                  |                                  |                                  |                                  |                                  |                                  |                                  |                                  |                                  |                                  |                                  |                                  |

## حدود مدينة تكريت
مدينة تكريت بين دائرتي عرض (32¯34_42¯34°)، مساحتها 69.5 كم2، في وسط محافظة صلاح الدين، حدودها الإدارية ناحية العلم شرقاً وطريق بغداد الموصل غرباً، وقرية المحزم شمالاً، وناحية العوجة جنوباً.

## أحياء مدينة تكريت
حتى سنة 2020، بلغ عدد المساكن في مدينة تكريت 18040 مسكناً، منها 16087 مسكناً مستقلاً، و 1064 شقة.
| تسلسل | اسم الحي       | المساحة | السكان سنة 1987 | السكان سنة 2018 | السكان سنة 2020 |
| 1     | الحارة الجديدة |         |                 | 4336            | 4742            |
| 2     | القلعة         |         |                 | 4742            | 5148            |
| 3     | صلاح الدين     |         |                 | 6098            | 5284            |
| 4     | شيشين          |         |                 | 15405           | 16529           |
| 5     | الحي العصري    |         | 4099            | 12047           | 12873           |
| 6     | البلديات       |         | 1481            | 3853            | 4877            |
| 7     | العوجة         |         |                 | 2880            | 3387            |
| 8     | الجمعية        |         |                 | 15468           | 16664           |
| 9     | المعلمين       |         |                 | 9052            | 10026           |
| 10    | التحرير        |         |                 | 2469            | 3117            |
| 11    | الشهداء        |         |                 | 2350            | 3254            |
| 12    | القادسية       |         | 2057            | 21849           | 23438           |
| 13    | الضباط         |         |                 | 3136            | 3253            |
| 14    | الوحدة         |         |                 | 1094            | 1219            |
| 15    | الزهور         |         |                 | 18914           | 15309           |
| 16    | الجامعة        |         |                 |                 | 3387            |
| 17    | الديوم         |         |                 | 599             | 2981            |

## بعض علماء وقادة تكريت
برز من أبناء هذه المدينة علماء وقادة وفقهاء ومثقفون تركوا بصماتهم الواضحة على التاريخ العربي والإسلامي. ومن أبرز تلك الأسماء في التاريخ:
الحاكم العسكري العراقي السابق رشيد مصلح
- القائد والفاتح الكبير صلاح الدين الايوبي.
- الرئيس العراقي الأسبق أحمد حسن البكر.
- رئيس جمهورية العراق السابق صدام حسين.
- رئيس وزراء العراق السابق طاهر يحيى التكريتي.
- عضو مجلس قيادة الثورة ووزير الخارجية السياسي صلاح عمر العلي
- الفيلسوف يحيى بن عدي التكريتي.
- الفقيه عبد الله بن سويده التكريتي.
- القاضي علي بن الحسين التكريتي.
- القاضي عبد الرحمن بن درع التغلبي.
- عالم الدين أبو النجيب التكريتي قاضي تكريت.
- القاضي والمقرئ عبد الله بن عمر بن القاسم بن المفرج التغلبي.
- الرفيق ذياب العلكاوي، أول سفير عراقي في صوفيا عام 1968
- رشيد مصلح التكريتي، وزير الداخلية السابق.
- حردان التكريتي، وزير الدفاع السابق.
- عدنان خيرالله طلفاح، وزير الدفاع السابق وإبن حال صدام حسين.
- حماد شهاب الناصري التكريتي/ وزير الدفاع السابق.
- الفريق الركن رشيد عبد الله العلكاوي، معاون رئيس أركان الجيش
- مولود مخلص باشا.
- الشيخ عبد الكريم الدبان التكريتي.
- جمال عبد الكريم الدبان التكريتي مفتي الديار العراقية السابق.
- الدكتور وديع ياسين محمد الخليل ، عالم البايوميكانيك والحكم الدولي وعالم الرياضة المعروف
- الدكتور أسامة التكريتي رئيس الحزب الإسلامي العراقي.
- الدكتور أحمد مطلوب رئيس المجمع العلمي العراقي.

## الثقافة والمجتمع
تعرض متحف تكريت للضرر خلال حرب العراق عام 2003.

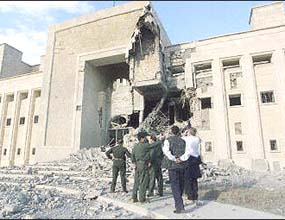
تضرر متحف تكريت بسبب القصف

تأسست جامعة تكريت عام 1987 وهي من أكبر الجامعات في العراق.

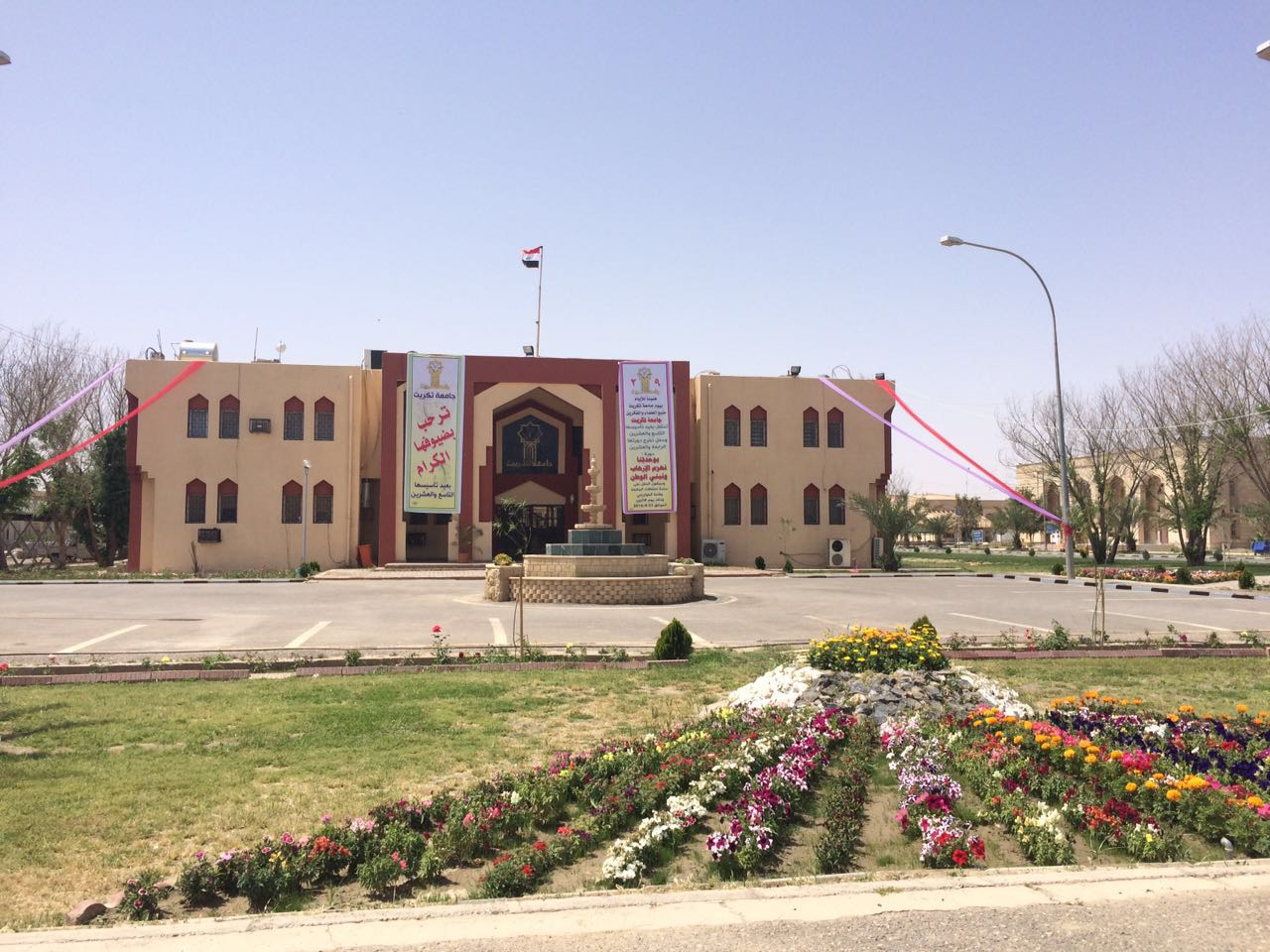
صورة صباحية لجامعة تكريت

ملعب تكريت هو مرفق متعدد الاستخدامات يستخدم في الغالب لمباريات كرة القدم وهو بمثابة الملعب الرئيسي لنادي صلاح الدين. يستوعب 10000 شخص.

## منشآت عسكرية
كان للقوات الجوية العراقية عدة قواعد جوية في تكريت: قاعدة تكريت الجوية الجنوبية ، وقاعدة تكريت الشرقية الجوية ومطار الصحراء الجوية (أكاديمية تكريت الجوية، المعروفة سابقًا باسم قاعدة سبايكر الجوية).

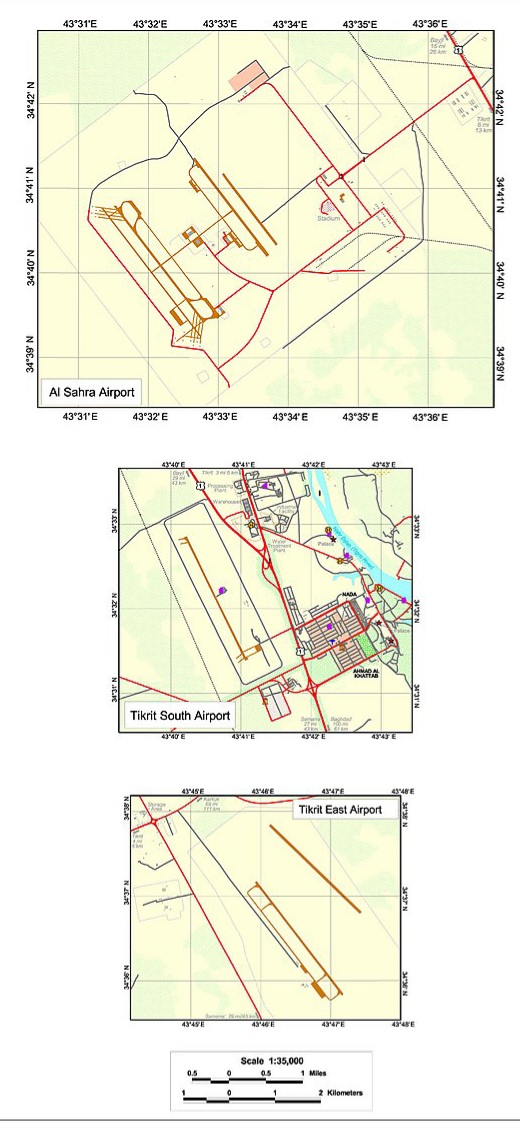
خريطة توضح منشآت تكريت العسكرية

## وسائل النقل
يوجد في مدينة تكريت مطاران صغيران. مطار شرق تكريت ومطار تكريت الجنوبي.